# Paul Piéraert
Paul Auguste Marie Piéraert (Geraardsbergen, 5 november 1871 - 2 augustus 1910) was een Belgisch volksvertegenwoordiger.

## Biografie
Paul Piéraert werd doctor in de geneeskunde en vestigde zich in Geraardsbergen. 
In mei 1902 werd hij verkozen tot katholiek volksvertegenwoordiger voor het arrondissement Aalst en vervulde dit mandaat tot aan de verkiezingen van mei 1904.
Hij werd opnieuw volksvertegenwoordiger in november 1907 in opvolging van de overleden Léon de Bethune en zetelde tot aan zijn eigen dood. Hij werd toen opgevolgd door Romain Moyersoen. Hij was amper 39 toen hij stierf.